# All Systems Go!
All Systems Go! to kanadyjski zespół punkrockowy powstały w 1996 roku. Zespół utworzyli członkowie trzech różnych zespołów: The Carnations, Doughboys i Big Drill Car.

## Dyskografia
- All Systems Go! (1999)
- I'll Be Your Radio (2001, EP)
- Mon Chi Chi (2002)
- Fascination Unknown (2003, EP)